# Avenue Vincent-d'Indy (Montréal)
Pour les articles homonymes, voir Avenue Vincent-d'Indy.
L'avenue Vincent-d'Indy est une voie de Montréal.

## Situation et accès
D'orientation nord-sud l'avenue Vincent-d'Indy, située dans l'arrondissement d'Outremont, se trouve être un point d'accès pour l'Université de Montréal ainsi que son centre sportif le CEPSUM. Cette rue est très courte puisqu'elle fait moins de 500 mètres.

## Origine du nom
La Commission de toponymie écrit à son propos : « Ce nom rappelle le souvenir de Vincent d'Indy (Paris, 1851 - Paris, 1931), musicien et compositeur français. Il rend aussi hommage aux Sœurs des Saints-Noms-de-Jésus-et-de-Marie, fondatrices, en 1933, d'une école supérieure de musique qui prit le nom Vincent-d'Indy en 1958. »